# Vịt Cayuga

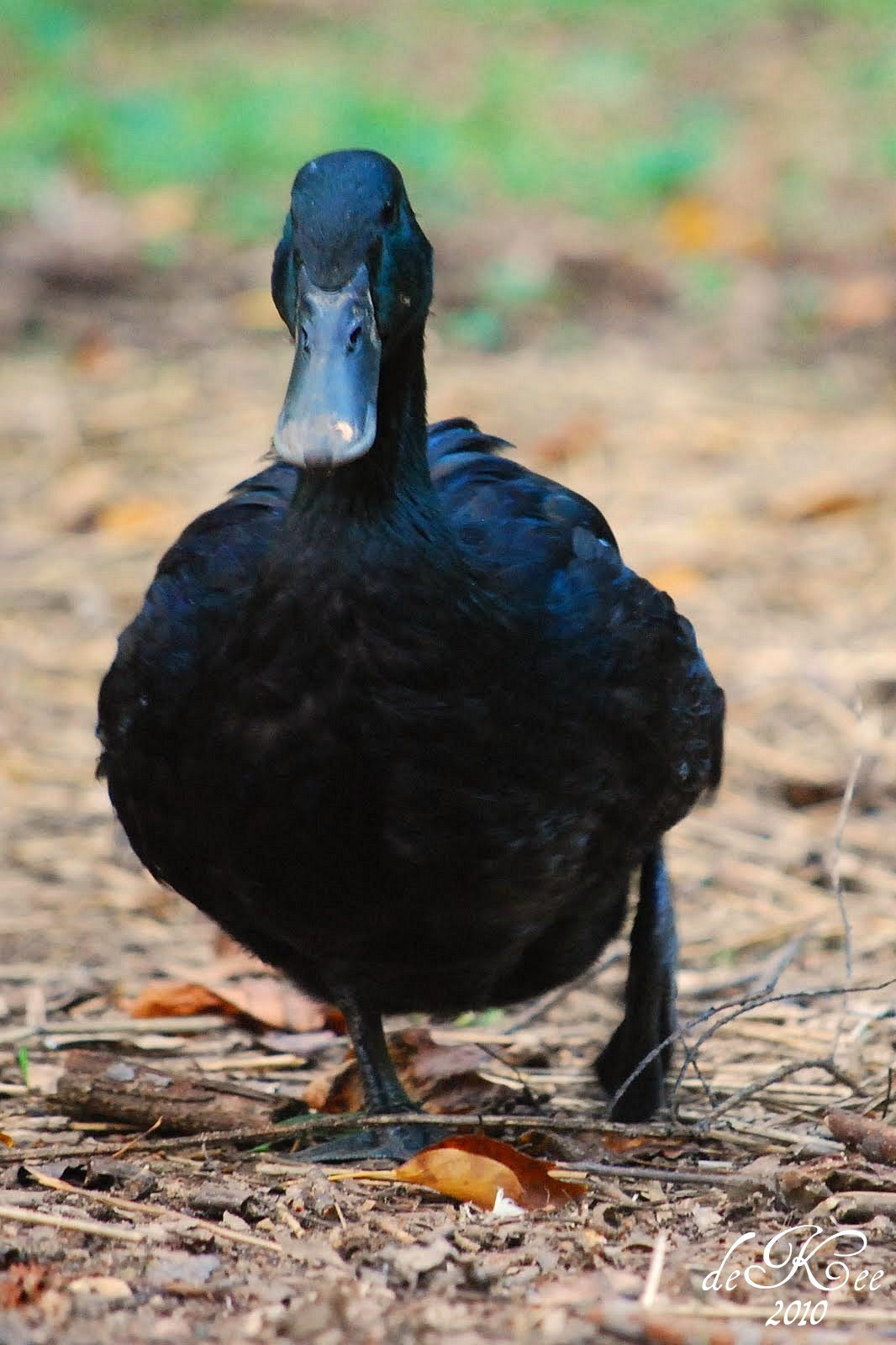
Vịt Cayuga

Vịt Cayuga là giống vịt thuần hóa cỡ trung bình đã trở thành giống phổ biến ở Mỹ từ giữa thế kỷ 19. Chúng được sử dụng để sản xuất trứng vịt và thịt vịt, cũng như được nuôi làm vịt kiểng. Tên gọi Cayuga được lấy từ hồ Cayuga, một trong những hồ ở vùng hồ Ngón Tay (Finger Lakes) của bang New York, nơi mà giống vịt này được phổ biến rộng rãi. Chúng có bộ lông màu đen với cái đầu xanh. Đây là những con vịt thích hợp để nuôi trong nhà vì chúng chỉ quanh quẩn trong sân, những con vịt trống khá yên tĩnh trong khi những con vịt mái khá om sòm.

## Lịch sử
Các nhà văn về viết nguồn gốc của Vịt Cayuga, theo thời gian, đã đưa ra nhiều hay ít những khẳng định tương tự về nguồn gốc của nó; đó là: nó có nguồn gốc từ một trong hai con vịt đen thuần chủng của Mỹ (Anas rubripes; syn. A. obscura), hoặc là kết quả của các giống lai giữa loài đó và vị hỗn chũng Mallard hoặc một số giống thuần hóa, và nó được tổ chức lần đầu tiên trong một trạng thái bị giam giữ bởi một nhà máy xay xát ở hạt Dutchess khoảng năm 1809. Có bằng chứng để hỗ trợ một phần của lý thuyết này, nhưng, chủ yếu, đó là một giả định không chính xác.
John James Audubon, nhà tự nhiên học và nghệ sĩ, đề cập đến việc thuần hóa sớm Vịt Dusky (Anas obscura, Audubon) có liên quan đến anh ta trước năm 1843. Văn bản tự do thay đổi cái tên "Dusky" và "Black". Một bài báo dường như là thông báo công khai đầu tiên của Vịt Cayuga nó không nêu tên chủ đề của nó và dưới tiêu đề "Giống vịt" - được tìm thấy trong The Cultivator năm 1851. Bài viết này nói rằng những con vịt mang một sự tương đồng nổi bật Vịt đen hoang dã và đã được lai giống với bất kỳ giống nào khác trong ít nhất hai mươi năm.
Một số loài vịt đã thu được ở Quận Cam vào khoảng năm 1840 bởi ông John S. Clarke và được đưa tới trang trại của ông ở Throopsville, Cayuga County. Ông Clarke nói về những con vịt: "Các đặc tính của giống này là, gần như là một màu đồng nhất (một chút tối hơn so với con vịt đen hoang dã), kích thước tốt, đạt được trọng lượng £8, ra lông lúc bốn tháng tuổi, tính nết rất yên ắng và rất sung mãn, một con vịt đẻ từ 150 đến 200 quả trứng trong một mùa với sự chăm sóc thích hợp. Có một số giống trong vùng lân cận này gần đây đã có được một nút thắt đầu, tương đương với bất kỳ con vịt nào".
Từ các tài liệu có sẵn, ngày gần đúng sớm nhất có thể được gán cho sự xuất hiện của Vịt đen Cayuga là năm 1830, và có lẽ từ các giống vịt lai, điều này đã được chứng thực bởi Tiến sĩ Bachman. Hiệp hội Gia cầm Mỹ đã công bố tiêu chuẩn cho Vịt Cayuga vào năm 1867. [18] Lewis Wright nói rằng vịt Cayuga đã được gửi đến anh ở Anh, từ Mỹ, vào năm 1871, và giống vịt này lần đầu tiên đã được xuất hiện trong Tiêu chuẩn Câu lạc bộ Gia cầm Anh năm 1874. Giống vịt này cũng đã được liệt kê là bị đe dọa bởi Hiệp hội Bảo tồn giống vật nuôi Mỹ.

## Đặc điểm
Giống Cayuga thuộc loại vịt có tầm vóc trung bình và là giống được công nhận của Hiệp hội gia cầm Mỹ từ năm 1874. Trọng lượng tiêu chuẩn cho cá thể vịt trống trưởng thành là 8 kg và vịt mái là 7 kg. Vịt Cayuga được đặc trưng bởi một bộ lông đen, đó là một bọ cánh cứng màu xanh óng ánh trong ánh sáng chính xác. Trong chăn nuôi, một sự nhấn mạnh được đặt trên màu sắc chính xác và một cái ức vịt lớn. Vịt Cayuga có đôi mắt màu nâu sậm, cẳng chân đen và ngón chân. Vịt có bộ lông đen. Chúng cũng được nhiều người yêu thích như một thú cưng vì chúng có xu hướng ở gần nhà.
Đối với những người muốn nuôi giữ vịt, nhưng sống gần với những con vịt khác mà có thể làm cho giống vịt Bắc Kinh không thực tế được vì tiếng kêu lớn, Vịt Cayuga có thể là một giải pháp thay thế. Tiếng kêu của chúng không lớn lắm, ngoại trừ những con vịt mái khá om sòm trong khi những con vịt trống thường yên tĩnh hơn nhiều. Tính nết của vịt Cayuga là ngoan ngoãn, và những con vịt Cayuga trưởng thành thích ăn ốc, sên, và hầu hết các loại côn trùng khác. Vịt Cayuga sẽ thường xuyên ngồi và ấp trứng hơn các giống vịt nhà khác. Thời gian ấp trứng là 28 ngày. Khi sử dụng lồng ấp, nhiệt độ phải là 99,5 °F ở 50-70% độ ẩm trong các ngày từ 1–25 và 99,1 °F ở độ ẩm 70-90% trong những ngày từ 26–28.